# Thionia proxima
Thionia proxima är en insektsart som beskrevs av Melichar 1906. Thionia proxima ingår i släktet Thionia och familjen sköldstritar. Inga underarter finns listade i Catalogue of Life.